# Stængel
 For alternative betydninger, se Stængel (flertydig). (Se også artikler, som begynder med Stængel)
| Portal | Portal:Botanik |

En stængel er et urteagtigt skud, som bærer blade og rødder. Stænglerne er de urteagtige planters middel til at løfte bladene op over konkurrenternes blade. Meget ofte bærer stænglerne også plantens blomster, enten ved skudspidsen eller fra bladhjørnerne. Stænglen bliver afstivet af plantefibre, og desuden rummer den plantens infrastruktur i form af vandførende vedkar og sikar.
Visse planter danner underjordiske stængler, jordstængler, som bærer rødder, knopper og bladanlæg. Ofte er disse stængler opsvulmede, fordi de bruges til opbevaring af næring i vintertiden. På den måde danner de fødegrundlag for en hel række jordlevende dyr: Mosegris, markmus og insektlarver f.eks.
Kimstængelen er den første stængel, som bærer kimbladene, udvikles efterhånden til den blivende stængel.
Stængelplanter er et underrige (Embryophyta) i planteriget, også kaldet "landplanter"